# Petalurida
Petalurida – takson owadów z rzędu ważek, podrzędu Epiprocta i infrarzędu ważek różnoskrzydłych.

## Morfologia

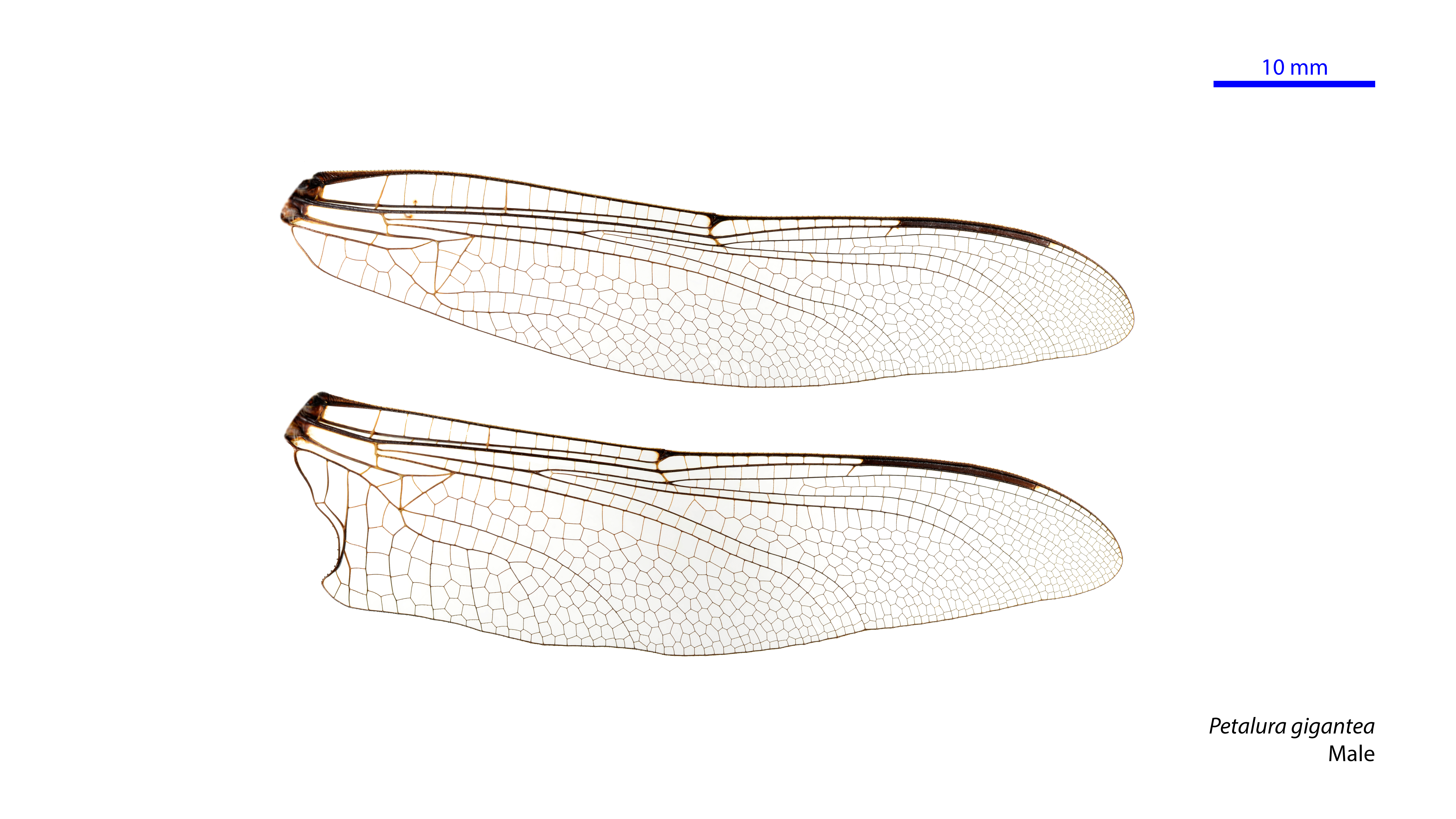
Użyłkowanie skrzydeł samca Petalura gigantea

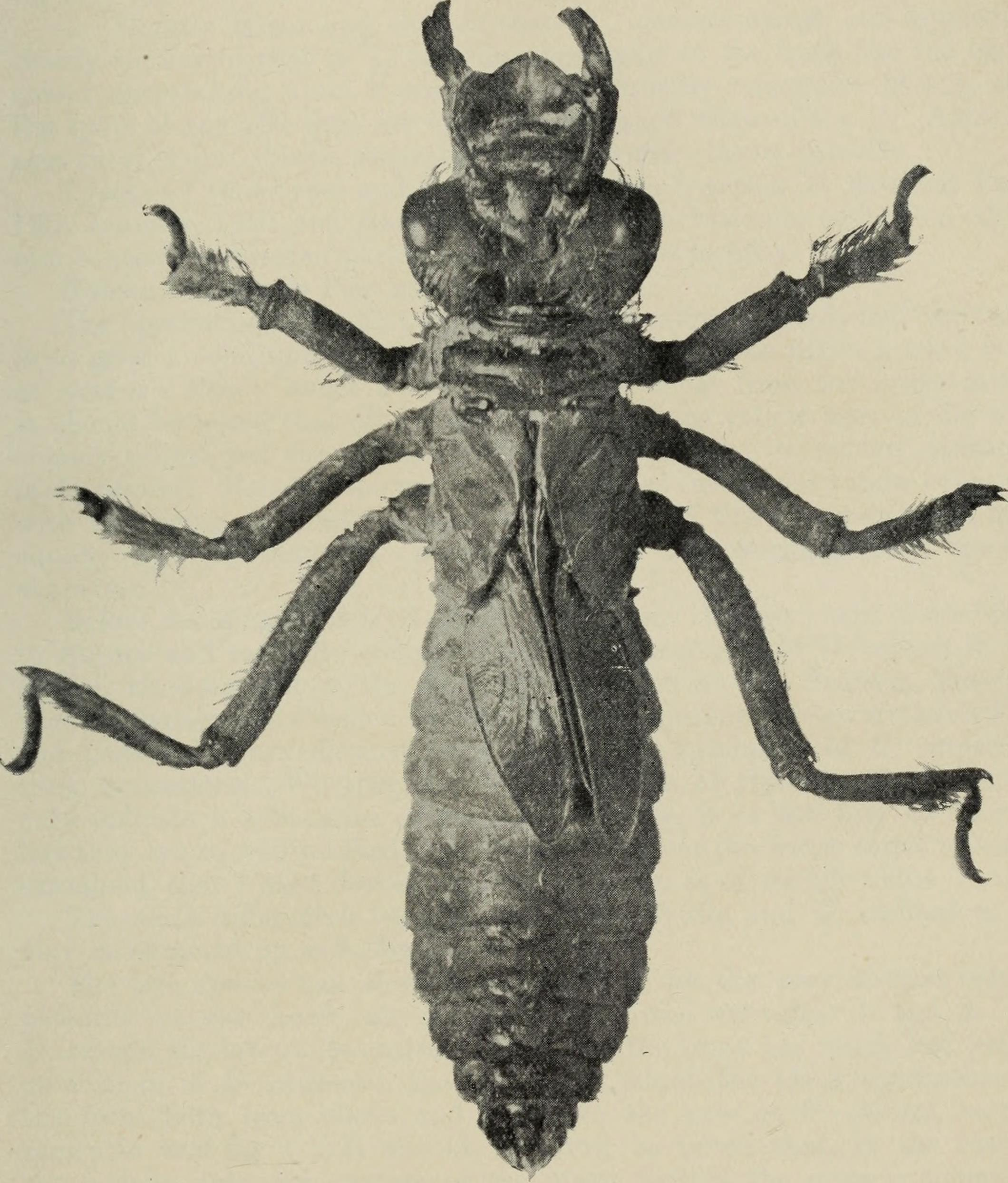
Larwa ostatniego stadium Uropetala carovei

Petalurida podobnie jak inne ważki różnoskrzydłe mają głowę o dużych oczach złożonych z większymi fasetkami po stronie grzbietowej i mniejszymi po stronie brzusznej. Skrzydła w pozycji spoczynkowej trzymane są całkowicie rozprostowane na boki. Liczne komórki znajdują się w przestrzeni za nodusem, odsiebnie do pterostygmy. Żyłka wspierająca pterostygmy przesunięta jest tak, że leży w połowie odległości między nodusem a szczytem skrzydła. Pierwsza żyłka interradialna w obu parach skrzydeł jest dobrze wyodrębniona, dość długa i stosunkowo słabo zygzakowata. Przestrzeń między pierwszą a drugą gałęzią żyłki radialnej tylnej jest silnie rozszerzona i zawiera znacznie więcej niż 8–9 szeregów komórek, aczkolwiek cecha ta wtórnie zanika u rodzaju Tanypteryx. Trójkąty dyskoidalne w obu parach skrzydeł wykształcone są odmiennie – ten w skrzydle przednim jest co najmniej trochę bardziej poprzeczny. Wiąże się to z rozrostem żyłki pseudoanalnej przedniego skrzydła i poszerzeniem jego trójkąta subdyskoidalnego. Ten ostatni jest w przednim skrzydle podzielony żyłką poprzeczną. Z wyjątkiem rodzaju Tanypteryx skrzydła mają powyżej dwóch szeregów komórek w nasadowej części pola postdyskoidalnego. U samców druga gałąź wtórna żyłki kubitalnej przedniej zakrzywia się u nasady bardzo wyraźnie, silnie zbliżając się do drugiej gałęzi wtórnej żyłki analnej przedniej. Uzbrojenie goleni środkowej i tylnej pary odnóży wykazuje dymorfizm płciowy. Odwłok u samic jest szeroki.

## Taksonomia
Takson ten wprowadzony został w 1996 roku przez Güntera Bechly’ego. W tym samym roku analogiczna grupa wprowadzona została przez Hansa Lohmanna pod nazwą Pan-Petalurata, jednak nie miała ona statusu formalnego. Systematyka Petalurida do rangi rodziny z wyłączeniem podziału przedstawia się następująco:
- †Protolindeniidae
- Petalurodea
  - †Cretapetaluridae
    - Petaluroidea
      - †Aktassiidae
      - Petaluridae